# Parafia św. Antoniego w Sarbiewie
Parafia pw. św. Antoniego w Sarbiewie – parafia należąca do dekanatu płońskiego północnego, diecezji płockiej, metropolii warszawskiej. Poprzednio należała do dekanatu płońskiego, diecezji płockiej, metropolii warszawskiej.
Została erygowana w XIII wieku. Proboszczem parafii jest od 2014 ks. Janusz Ziarko.

## Kościół parafialny
Obecny kościół parafialny został wzniesiony na przełomie XVII i XVIII wieku. Świątynia jest budynkiem drewnianym o konstrukcji zrębowej na podmurówce kamienno-cementowej, jednonawowym, na planie prostokąta. prezbiterium jest węższe od nawy, od zachodu i południa znajdują się kruchty. Dach kościoła jest dwuspadowy, kryty blachą cynkową, wieńczy go ośmiokątna wieżyczka. Ołtarz główny w stylu barokowym, z rzeźbą Matki Boskiej z Dzieciątkiem z XVIII wieku, ołtarze boczne z XVII wieku. Część wyposażenia kościoła w Sarbiewie, ze względu na dużą wartość historyczną, została przekazana Muzeum Diecezjalnemu w Płocku. W sąsiedztwie kościoła znajduje się XVIII-wieczna drewniana dzwonnica.

## Zasięg parafii
Do parafii należą wierni z miejscowości: Arcelin, Dłużniewo, Budy Radzymińskie, Wola Dłużniewska, Wola-Folwark, Sarbiewo, Pawłowo, Galomin, Galominek, Galominek Nowy, Jarocin, Szymaki, Ćwiklin i Ćwiklinek.